# Lynne Dawson
Pour les articles homonymes, voir Dawson.
Lynne Dawson, née le 3 juin 1956 à York, est une soprano britannique spécialisée dans le répertoire baroque et connue pour avoir chanté aux funérailles de la princesse Diana.

## Biographie

### Origines et études
Née le 3 juin 1956 à York, dans une famille d'agriculteurs du Yorkshire, Lynne Dawson étudie la musique à la Guildhall School of Music and Drama de Londres et à la Britten-Pears School, dans le Suffolk.

### Carrière musicale
Lynne Dawson a une carrière musicale variée. À côté de la musique baroque (Claudio Monteverdi, Handel, Purcell), elle se consacre également au répertoire classique (Gluck, Mozart) ainsi qu'à celui du XIXe siècle (Mendelssohn) et du XXe siècle (Ralph Vaughan Williams, Arvo Pärt).
Dans les années 1980, elle est membre du Deller Consort et travaille avec le Hilliard Ensemble, Les Arts Florissants, The English Concert, le Monteverdi Choir et l'Academy of Ancient Music.
Elle fait ses débuts à l'opéra en 1986 dans le rôle de la comtesse Almaviva des Noces de Figaro de Mozart à l'opéra de Kent, et chante à Florence l'année suivante dans L'Orfeo de Monteverdi.
À la scène, elle est aussi Zdenka dans Arabella de Richard Strauss en 1988 et Xiphares dans Mitridate de Mozart en 1991, les deux rôles au théâtre du Châtelet, à Paris, Pamina (La Flûte enchantée de Mozart) pour le Scottish Opera en 1988, Konstanze (L'Enlèvement au sérail de Mozart) à La Monnaie en 1990, rôle qu'elle enregistre ensuite avec Christopher Hogwood, et Teresa (Benvenuto Cellini de Berlioz) à Amsterdam en 1991.
Lors des funérailles de la princesse Diana en septembre 1997, Lynne Dawson chante comme soliste dans le Libera me du Requiem de Verdi avec les BBC Singers.

### Enseignement
Lynne Dawson se consacre également à l'enseignement du chant et de l'opéra, au Royal Northern College of Music, à l'Université d’York et au Leeds College of Music.

## Discographie sélective
Lynne Dawson a enregistré plus de 75 CD au cours de sa carrière.

### CD
- 1986 : Stabat Mater, Antonio Vivaldi (Robert King), Meridian
- 1987 : L'Orfeo, Claudio Monteverdi (avec les English Baroque Soloists/His Majestys Sagbutts and Cornetts/John Eliot Gardiner), Archiv
- 1988 : Chandos Anthems 1-3, Georg Friedrich Haendel (avec The Sixteen), Chandos 8600
- 1988 : Venus & Adonis, John Blow (avec le London Baroque dir. Charles Medlam)
- 1988 : Passio, Arvo Pärt (avec le Western Wind Chamber Choir/Paul Hillier), ECM
- 1988 : Dido & Aeneas, Henry Purcell (Trevor Pinnock), Archiv
- 1989 : Chandos Anthems 10-11, Haendel (avec The Sixteen), Chandos 0509
- 1989 : The Fairy Queen, Purcell (avec Les Arts Florissants/William Christie), Harmonia Mundi
- 1989 : Jephtha, Haendel (Gardiner), Philips
- 1990 : Requiem, Mozart (Carlo Maria Guilini), Sony
- 1990 : Grande messe en ut mineur, Mozart (Christopher Hogwood), DECCA
- 1991 : Saül, Haendel (Eliot Gardiner), Philips
- 1992 : A Midsummer Night's Dream, Mendelssohn (avec Susanne Mentzer/Peter Hall Company/Rotterdam Philharmonic Orchestra/Jeffrey Tate), EMI
- 1992 : Un Requiem allemand, Brahms (Robert Norrington), Virgin Classics
- 1993 : Ein Deutsches Requiem, Brahms (avec London Classical Players/Roger Norrington), EMI
- 1993 : Vêpres pour la nativité de la Vierge, Vivaldi (Jean-Claude Malgoire), Astrée
- 1994 : Messiah, Handel (avec le Choir of King's College/Brandenburg Consort/Stephen Cleobury), Argo, anregistrement live, Brilliant Classics et Regis Records
- 1994 : Orfeo ed Euridice, Gluck (avec La Grande Écurie et la Chambre du Roy/Jean-Claude Malgoire), Auvidis
- 1995 : Riders to the Sea, Vaughan Williams (avec Northern Sinfonia/Richard Hickox), Chandos
- 1997 : Ariodante, Handel (avec Les Musiciens du Louvre/Marc Minkowski), Archiv
- 1997 : Alexander Balus, Haendel (Robert King) Hyperion Harmonia Mundi
- 1998 : Zaïde, Mozart (avec Academy of Ancient Music/Paul Goodwin), Harmonia Mundi
- 1998 : Dido & Aeneas, Purcell (René Jacobs)
- 1999 : Grande Messe en ut, Mozart (William Christie), elatus
- 2000 : L'Allegro, il Penseroso ed il Moderato, Haendel (ensemble orchestral de Paris/John Nelson), Virgin Classics
- 2000 : Hercules, Haendel (Marc Minkowski), ARCHIV
- 2001 : Dido and Aeneas, Purcell (avec Orchestra of the Age of Enlightenment/René Jacobs), Harmonia Mundi
- 2002 : Hercules, Haendel (avec Les Musiciens du Louvre/Marc Minkowski), Archiv
- 2000 : L'Allegro, il Penseroso ed il Moderaton, Haendel (ensemble orchestral de Paris/John Nelson), Virgin Classics

### Récitals
Lynne Dawson a également réalisé trois disques de récital :
- 2001 : On This Island (avec Malcolm Martineau), Hyperion
- 2003 : My Personal Handel Collection (avec Lautten Compagney/Wolfgang Katschner), Berlin Classics
- 2005 : Voyage à Paris : Chansons françaises (avec Julius Drake), Berlin Classics

### DVD
- Messiah (1993)
- The Queen (2006)

### Source
- (en) Cet article est partiellement ou en totalité issu de l’article de Wikipédia en anglais intitulé « Lynne Dawson » (voir la liste des auteurs).